# Agathe Bridau
Agathe Bridau, née Agathe Rouget en 1773, à Issoudun, est un personnage de La Comédie humaine d'Honoré de Balzac.
Elle n'apparaît que dans un seul roman : La Rabouilleuse, où elle représente le type de la mère aveuglée par son amour pour un fils qui ne le mérite pas.
Son père, le docteur Rouget, refuse de la reconnaître comme sa fille. Il soupçonne sa femme de l'avoir trompé avec le père d'Étienne Lousteau, le subdélégué Lousteau. Et il la déshérite au profit de son fils Jean-Jacques.
En 1793, il se débarrasse d'elle en  l'expédiant à Paris, la confiant à un oncle maternel, l'épicier Descoings.
En 1794, la très grande beauté d'Agathe est remarquée par Bridau, secrétaire au ministère de l'Intérieur. Bridau, d'une honnêteté et d'une rectitude au moins égale à celle d'Agathe, épouse la jeune fille avec pour seule dot une avance d'hoirie de cent mille francs, à la grande satisfaction de Rouget père.
Fanatiquement attaché à  Napoléon Bonaparte, le mari d'Agathe meurt d'épuisement en 1808, laissant la jeune femme sous la protection de Bonaparte qui se charge de l'éducation de ses deux fils, Philippe et Joseph.
En 1811, elle reçoit une maigre subvention de l'empereur qui l'oblige à réduire son train de vie. Agathe prend alors un appartement avec sa tante, madame Descoings.
Aveuglée par son amour pour son fils aîné, Philippe, elle se laisse dépouiller par lui. Et elle n'a aucune confiance dans le talent de son fils cadet, Joseph, qui pourtant subvient aux besoins de la famille fort discrètement.
En 1814, elle n'a plus de ressources : c'est alors que son fils Philippe tire sur elle une lettre de change, et que maître Roguin fait faillite, emportant ses dernières économies. Maître Desroches lui conseille alors de demander sa part d'héritage à son frère Jean-Jacques, que Flore Brazier, sa maîtresse, mène par le bout du nez, espérant recueillir son héritage.
En 1822, grâce aux bons offices de l'abbé Loraux, Agathe obtient la gérance d'un bureau de loterie appartenant à Honorine de Bauvan.
Cette même année, Agathe se déplace à Issoudun avec son plus jeune fils, Joseph. Elle y retourne en 1823 pour le mariage de son autre fils avec Flore Brazier.
Au terme d'un règlement de comptes mortel, Flore Brazier n'a plus d'autre issue que d'épouser le fils aîné d'Agathe, Philippe. Riche de l'héritage Rouget enfin récupéré, Philippe occupe très vite une place de premier plan dans le monde parisien, cependant qu'Agathe se meurt dans la plus extrême pauvreté : ni les soins d’Horace Bianchon, ni les attentions de son fils cadet Joseph n'arriveront à la sauver. Elle meurt en regrettant de n'avoir pas mieux aimé Joseph.

## À l'écran
Le personnage d’Agathe Bridau a été interprété par :
- Catherine Fonteney dans le film La Rabouilleuse de Fernand Rivers (1944).
- Erika Pelikowski dans le film La Rabouilleuse de Louis Daquin (1959).